# 延岡市立東小学校
延岡市立東小学校（のべおかしりつ ひがししょうがっこう）は、宮崎県延岡市出北五丁目にある公立小学校。

## 概要
- 児童数 - 531名（令和4年度）

## 沿革
- 1938年
  - 4月5日 - 延岡市立東尋常小学校として開校。
  - 10月22日 - 校舎落成式を挙行。この日を創立記念日とする。
- 1941年 - 延岡市立東国民学校に改称。
- 1947年 - 延岡市立東小学校に改称。

## 通学区域
東小学校の通学区域には以下の区域が指定されている。
- 出北
- 卸本町
- 惣領町
- 長浜町
- 浜砂
- 東浜砂町
- 別府町

## アクセス
- バス：宮崎交通延岡まちなか循環バス「東小前」バス停下車